# Polidocanol
Polidocanol là một thành phần gây tê và chống ngứa cục bộ của thuốc mỡ và phụ gia tắm. Nó làm giảm ngứa do chàm và da khô. Nó được hình thành bởi ethoxylation của dodecanol.

## Điều trị xơ cứng

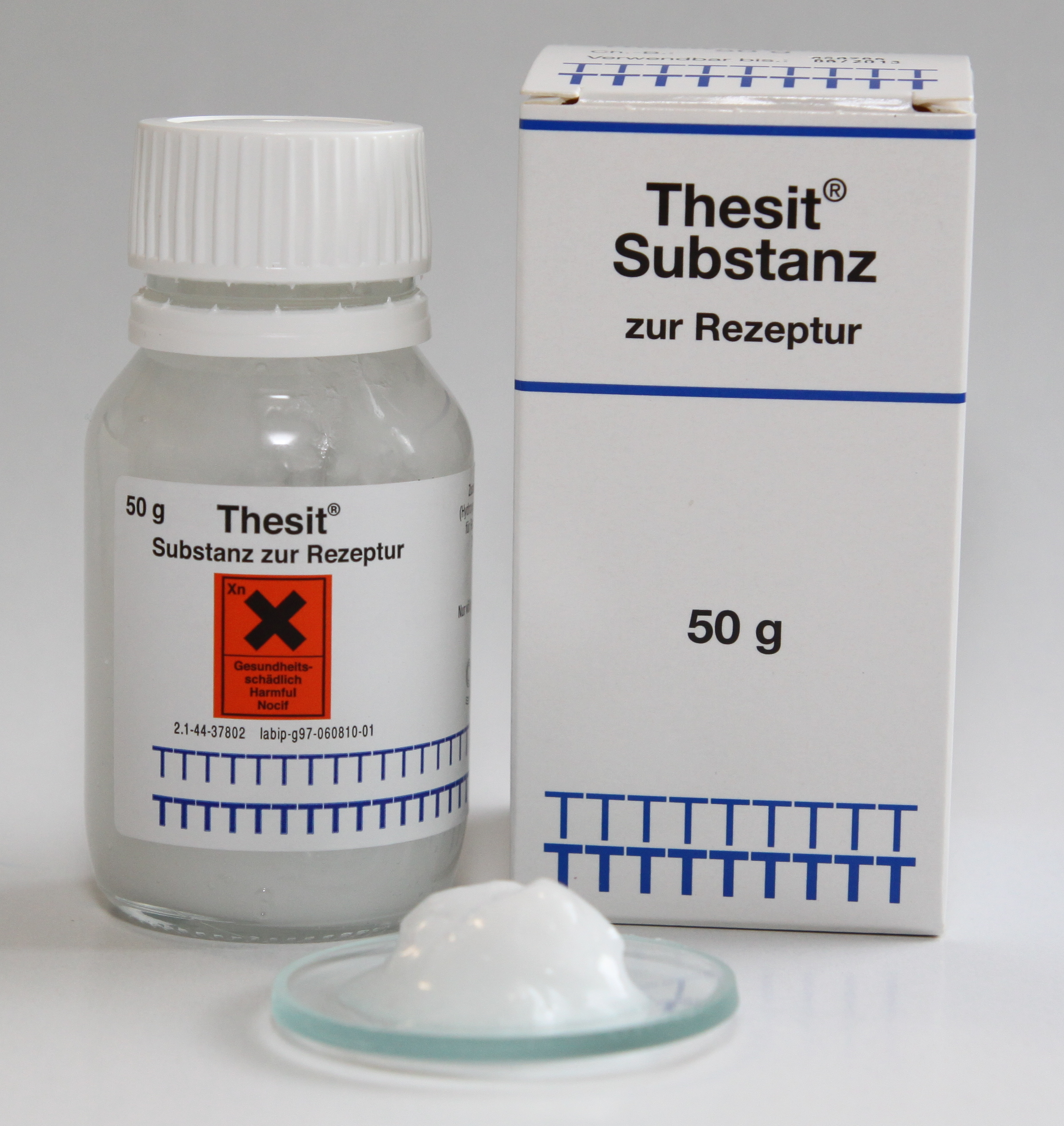
Polidocanol tinh khiết dùng trong dược phẩm

Polidocanol cũng được sử dụng làm chất xơ cứng, chất kích thích được tiêm để điều trị giãn tĩnh mạch, dưới tên thương mại Asclera, Aethoxysklerol  và Varithena. Polidocanol gây ra xơ hóa bên trong giãn tĩnh mạch, làm tắc nghẽn mạch máu và làm giảm sự xuất hiện của giãn tĩnh mạch.
FDA đã phê duyệt tiêm polidocanol để điều trị suy giãn tĩnh mạch nhỏ (đường kính dưới 1 mm) và tĩnh mạch võng mạc (đường kính 1 đến 3 mm). Polidocanol hoạt động bằng cách làm hỏng lớp lót tế bào của các mạch máu, khiến chúng đóng lại và cuối cùng được thay thế bằng các loại mô khác.